# التفاعل ما وراء الاجتماعي

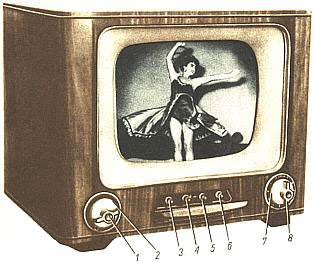

التفاعل ما وراء الاجتماعي هو مصطلح صاغه دونالد هورتون وريتشارد وهل عام 1956 للإشارة إلى نوع من العلاقة النفسية التي يعاني منها الجمهور عند مشاهدتهم الفنانين والمشاهير في وسائل الإعلام، خاصةً على شاشات التلفزيون. ينظر المشاهدون أو المستمعون إلى شخصيات وسائل الإعلام كأصدقاء على الرغم من محدودية أو انعدام التفاعل معهم. يوصف التفاعل ما وراء الاجتماعي على أنه تجربة وهمية، مثل تفاعل الجمهور مع الشخصيات (مثل مضيفي البرامج الحوارية والمشاهير والشخصيات الخيالية والمؤثرين على وسائل التواصل الاجتماعي) كما لو كانوا منخرطين في علاقة متبادلة معهم.

## تطور المصطلح
وُصف التفاعل ما وراء الاجتماعي لأول مرة من منظور دراسات الإعلام والاتصال. عام 1956، استكشف وهل وهورتن التفاعلات المختلفة بين مستخدمي وسائل الإعلام الجماهيري وشخصيات هذه الوسائل وحددوا وجود علاقة ما وراء الاجتماعية، حيث يتصرف المستخدم كما لو كانوا متورطًا في علاقة اجتماعية نموذجية مع الشخصية المشهورة. مع ذلك، لم تبدأ العلاقات شبه الاجتماعية أو العلاقات غير الطبيعية مع وسائل الإعلام، فقد كانت موجودة قبلها مثل عندما يقوم شخص ما بتأسيس رابطة مع شخصية سياسية أو مع الآلهة أو الأرواح. منذ ذلك الحين، اعتمد علماء النفس هذا المصطلح لتعزيز دراساتهم حول العلاقات الاجتماعية التي تنشأ بين مستخدمي وسائل الإعلام والشخصيات التي يرونها متجسدة هناك. في البداية، نظر هورتن ووهل إلى التفاعلات ما وراء الاجتماعية على أنها تشوهات ناتجة عن ضيق الوقت الذي يقضيه المرء مع الآخرين. اعترض بيرس وروبن (1989) على هذا الرأي، ووجدا أن حدوث هذه التفاعلات هو نتيجة ثانوية طبيعية للوقت الذي يقضيه الناس بمتابعة الشخصيات على وسائل الإعلام.
على الرغم من نشأته من موضوع نفسي، أجريت أبحاث مستفيضة عن التفاعل ما وراء الاجتماعي في مجال التواصل الجماهيري فكانت النتائج متشعبة. بدأ علماء النفس بإظهار اهتمامهم بهذا المفهوم في الثمانينيات من القرن الماضي، وبدأ الباحثون بتطويره على نطاق واسع في مجال علوم التواصل. طرح العديد من الأسئلة المهمة حول علم النفس الاجتماعي والمتعلقة بطبيعة هذه العلاقات التي تشكل مشكلة للنظريات الموجودة في تلك المجالات. لمفهوم التفاعل ما وراء الاجتماعي وللفحص المفصل للظواهر السلوكية الذي يسعى لشرحه إمكانات كبيرة لتطوير النظرية النفسية.

## التأثيرات السيكولوجية في فترة الطفولة

### النتائج الإيجابية

#### تكوين الشخصية
التعلم هو التأثير الأساسي للتفاعل ما ,وراء الاجتماعي: بما يتوافق مع نظرية باندورا (1986) للإدراك الاجتماعي، فإن الكثير من الأدلة تشير إلى أن الأطفال يتعلمون من مُثُلهم العليا التي تظهر على الشاشات، ويكتسبون معايير السلوك من خلال وسائل الإعلام مثل التلفزيون وألعاب الفيديو. تدعم دراسة أجرتها سينثيا هوفنر مع الأطفال الذين تتراوح أعمارهم بين 7 و 12 هذا الطرح، وقد أظهرت تلك الدراسة أن الجنس المفضل للشخصيات التلفزيونية لدى الأطفال يرتبط ارتباطًا وثيقًا بجنس الأطفال أنفسهم. فقد أظهر البحث «التماثل بالتمني» مع العلاقات ما وراء الاجتماعية، أي أن الذكور من الأولاد فضلوا الذكاء، بينما فضلت الفتيات الجاذبية عند اختيار الشخصيات المفضلة. نجد من جهة أن التفاعلات ما وراء الاجتماعية جذابة بشكل خاص للمراهقين في مخاض تكوين الهوية وزيادة الاستقلالية عن الأهل، لأن هذه العلاقات توفر شخصيات مثالية يمكن للمراهق أن يتخيل قبولها التام له. يمكن أن يقدم عدم وجود اتصال فعلي مع هذه الشخصيات المثالية تفاعلات اجتماعية إيجابية دون التعرض لخطر الرفض أو ما يترتب على ذلك من مشاعر سلبية. لا يمكن للمرء معرفة كل شيء عن شخصية تظهر على وسائل الإعلام، وهذا الواقع يتيح للمراهقين إرفاق سمات متخيلة على هذه الشخصيات من أجل تلبية تطلعاتهم واحتياجاتهم الخاصة. من ناحية أخرى، تميل الكيانات بعيدة كل البعد عن الواقع لتكون أقل تأثيرًا على الأطفال.

#### التعلم من خلال وسائل الإعلام
ترتبط القدرة على التعلم من العلاقات ما وراء الاجتماعية ارتباطًا مباشرًا بقوة تلك العلاقة، كما يتضح من عمل ساندرا إل. كالفيرت وزملاؤها. في دراسة أجرتها لوريسيلا وجولا وكالفيرت عام 2011، عُلِّم ثمانية أطفال بعمر 21 شهرًا ترتيبًا تسلسليًا بواسطة واحد من شخصيتين. إحدى الشخصيات، إيلمو، أيقونية في الثقافة الأمريكية وبالتالي فهي ذات مغزى اجتماعي، والأخرى، دودو، على الرغم من شعبيتها لدى الأطفال في تايوان، إلا أنها أقل شهرة في وسائل الإعلام الأمريكية. كان الأطفال أكثر قدرة على التعلم من الشخصية ذات المغزى الاجتماعي (إيلمو) مقارنة بالشخصية التي كان من الأسهل التعرف عليها (دودو). أضف إلى ذلك أنه من الممكن أن يصبح الأطفال أكثر قدرة على التعلم من شخصيات أقل ارتباطًا اجتماعيًا بهم مثل دودو، من خلال تطوير علاقة ما وراء الاجتماعية معها. عندما أُعطي الأطفال دمى دودو ليلعبوا بها، زادت قدرتهم على التعلم منها. في دراسة لاحقة، وجد الباحثون أن هذا التأثير كان أعظم عندما أنشأ الأطفال علاقات ما وراء الاجتماعية مع الشخصيات.

### النتائج السلبية

#### صورة الجسد
بحثت أبحاث إضافية هذه العلاقات فيما يتعلق بصورة الجسم وتصور الذات. ازداد الاهتمام بهذا المجال الضيق في مجال البحوث حيث أصبحت مشكلات صور الجسد أكثر انتشارًا في مجتمعاتنا اليوم.
أجريت دراسة لفحص العلاقة بين التعرض لوسائل الإعلام وصورة الجسد لدى المراهقين. نظر الباحثون على وجه التحديد في العلاقات ما وراء الاجتماعية والدوافع المختلفة للمقارنة الذاتية مع الشخصيات. استطلعت هذه الدراسة 391 من طلاب الصف السابع والثامن ووجدت أن التعرض لوسائل الإعلام تنبأ بشكل سلبي بصورة الجسد. بالإضافة إلى التأثير السلبي المباشر، أشارت الدراسة إلى أن العلاقات ما وراء الاجتماعية مع الشخصيات المفضلة، والدوافع لمقارنة الذات بها، والمشاركة في المقارنة الاجتماعية مع الشخصيات، تضخّم الآثار السلبية على صورة الجسد لدى الأطفال.

#### العدوانية
نظرت دراسات إضافية في العلاقات ما وراء الاجتماعية وبالتحديد في تأثيراتها على السلوك العنيف والعدواني. بحثت دراسة أجرتها كيرين إيال مع آلان إم روبين شخصيات تلفزيونية عنيفة والآثار السلبية المحتملة التي قد تولدها على المشاهدين. استندت الدراسة إلى النظرية المعرفية الاجتماعية ونظرت في عدوان السمات عند المشاهدين وتحديد الهوية والتفاعل غير المتزامن مع الشخصيات العدوانية. قاس الباحثون الصفات العدوانية في كل من المشاركين وقارنوها بمستوى التماثل مع الشخصيات العدوانية. وجدت الدراسة أن المشاهدين الأكثر عدوانية كانوا أكثر عرضة للتماثل مع الشخصيات العدوانية ومواصلة تطوير علاقات ما وراء اجتماعية معها.

#### محدوديتها
توصلت معظم الدراسات إلى أن العلاقة ما وراء الاجتماعية تحدث فقط على شكل صداقة، وهي بالتالي مقيدة للغاية من الناحيتين النظرية والعملية. من الشائع أن يبني الأشخاص تفاعلات وراء اجتماعية مع شخصيات إعلامية معينة، على الرغم من أنهم لا يُعتبرون «أصدقاء»، مثل الشخصيات الشريرة في البرامج والعروض.